# Sallay Edina
Sallay Edina (Győr, 1984. augusztus 15. –) filmproducer.

## Élete
A Szegedi Tudományegyetem PR szakán végezte tanulmányait, 2003-tól aktívan dolgozik a televíziózás területén. Szakmai pályafutását a TV2 Tények című műsorában kezdte, első produceri munkája a 2007-ben készült Kívülálló című dokumentumfilm volt. Ezt követően számos nagyjátékfilm és televíziós sorozat producereként közreműködött. Egyik legnagyobb sikere a 2009-ben bemutatott Álom.net című vígjáték, mely a televízióban sugárzott mozifilmek nézettségi listájában a 2. legnézettebb magyar film és a 21. legnézettebb film volt,[forrás?] megelőzve ezzel több amerikai sikerprodukciót, mint pl. a Mr. és Mrs. Smith vagy James Bond filmeket.
A 2011-es évben két, nemzetközi koprodukcióban készülő szuperprodukció előkészítését koordinálja vezető producerként, valamint a Pillangók című életrajzi ihletésű szociodráma utómunkájának részletein és forgalmazásának előkészítésén dolgozik.
2010-től tagja a Magyar Audiovizuális Producerek Szövetségének.